# Чарлс Мартин Смит
Чарлс Мартин Смит (енгл. Charles Martin Smith; Ван Најс, 30. октобар 1953), амерички је филмски, телевизијски и позоришни глумац и редитељ.